# Fjäderfotad salangan
Fjäderfotad salangan Den behandlades tidigare som en underart till glanssalanganen (Collocalia esculenta). Fågeln förekommer huvudsakligen i Sydostasien på Malackahalvön och Stora Sundaöarna, men även i indiska ögruppen Andamanerna och Nikobarerna i Bengaliska viken.

## Utseende och läten
Fjäderfotad salanganen är en mycket liten (9–10 cm) seglare med tvärt avskuren stjärt. Ovansidan är enhetligt mörkt grönblåglansig. Den är mörkgrå på strupen och övre delen av bröstet, övergående i stora gråaktiga sparrar på nedre delen av bröstet och flankerna mot vanligen vitt på buken. På en av tårna finns en liten fjädertofs, vilket gett fågeln dess namn. Jämfört med andra närbesläktade arter saknar den en ljusare kontrast på övergumpen och vita fläckar på stjärtfjädrarnas innerfan. Lätet beskrivs som ett hårt kvitter.

## Utbredning och systematik
Fågeln delas in i fem underarter med följande utbredning:
- Collocalia affinis affinis – Andamanerna och Nikobarerna
- Collocalia affinis elachyptera – Merguiarkipelagen utanför Myanmar
- Collocalia affinis cyanoptila – Malackahalvön, Sumatra, Natuna Island och låglänta delar av Borneo
- Collocalia affinis vanderbilti – ön Nias utanför västra Sumatra
- Collocalia affinis oberholseri – Batuöarna och Mentawaiöarna utanför västra Sumatra

Tidigare behandlades den som underart till glanssalangan (C. esculenta) och vissa gör det fortfarande. Studier visar dock att den är väl skild genetiskt.

## Status och hot
Internationella naturvårdsunionen IUCN erkänner den ännu inte som art, varför den inte placeras i en hotkategori.